# A12 (spårvagn)
A12  är en spårvagnsmodell som tillverkas av tre olika leverantörer: Kalmar Verkstad, ASEA och M.A.N. för Stockholms Spårvägar under 1924. Vagntypen användes i början främst på linjerna 8, 16 och 17, flyttades sedan till linje 12 och 13 i Bromma och linje 15 i Sundbybergs stad. I Stockholms innerstad användes vagnen på linje 3 och 6. A12 är en utveckling av A11.

## Vagnar

### Vagn 335
Vagn 335 skänktes till Svenska Spårvägssällskapet år 1967 och började trafikera Museispårvägen Malmköping. Vagnen användes i filmen 1939 (1989) som den första spårvagnen att rulla i Stockholms innerstad sedan 1967. Efter genomgången totalrenovering på Alfab i Ludvika under 1992-1993 till en kostnad av två miljoner kronor började den trafikera Djurgårdslinjen den 23 april 1994.

### Vagn 342
Vagn 342 användes som snöplog på Lidingöbanan sedan den tagits ur trafik 1959. Efter en renovering 1989 togs vagnen åter i trafik inför 60-årsfirandet av Lidingöbanan för att från 1991 börja trafikera Djurgårdslinjen. Nuvarande inredning i vagnen köptes in av Stockholms Spårvägsmuseum under 1997. Vagn 342 drar även släpvagnen B11 521 "två rum och kök".